# Landkreis Mayen
Der Landkreis  Mayen war ein Landkreis im Regierungsbezirk Koblenz in Rheinland-Pfalz. Sein Gebiet gehört heute überwiegend zum Landkreis Mayen-Koblenz. Die Kreisverwaltung war in der Stadt Mayen.

## Nachbarkreise
Der Landkreis grenzte Anfang 1969 im Uhrzeigersinn im Nordwesten beginnend an die Landkreise Ahrweiler, Neuwied, Koblenz, Sankt Goar, Cochem und Daun.

## Geschichte
Aufgrund der Beschlüsse auf dem Wiener Kongress kam das Gebiet des späteren Kreises Mayen 1815 als Teil des sogenannten Linken Rheinufers zum Königreich Preußen. Unter der preußischen Verwaltung wurde 1816 der Kreis Mayen in der Provinz Großherzogtum Niederrhein neu gebildet. Er wurde gegliedert in die Bürgermeistereien Andernach (mit 9 zugehörenden Gemeinden), Burgbrohl (9 Gemeinden), Mayen (17 Gemeinden), Münstermaifeld (16 Gemeinden), Polch (14 Gemeinden) und Sankt Johann (9 Gemeinden). Von 1822 an gehörte der Kreis Mayen zur Rheinprovinz. 1932 wurde ein großer Teil des aufgelösten Kreises Adenau eingegliedert, bestehend aus Gebietsteilen der heutigen Verbandsgemeinden Brohltal, Kelberg und Vordereifel. Nach dem Zweiten Weltkrieg wurde die Bezeichnung Kreis in Landkreis geändert.
Seit 1946 war der Landkreis Teil des Landes Rheinland-Pfalz. Im Rahmen der ersten Stufe der rheinland-pfälzischen Kreisgebietsreform wurden am 7. Juni 1969 die Gemeinden Gondorf, Hatzenport, Kattenes, Lehmen und Löf aus dem Landkreis Mayen in den damaligen Landkreis Koblenz umgegliedert. 
Am 7. November 1970 wurde der Landkreis Mayen aufgelöst:
- Die Gemeinden Brenk, Burgbrohl, Engeln, Galenberg, Glees, Hohenleimbach, Kempenich, Niederlützingen, Spessart, Wassenach, Wehr und  Weibern kamen zum Landkreis Ahrweiler.
- Die Gemeinden Arbach, Bereborn, Berenbach, Bodenbach, Bongard, Borler, Brück, Drees, Gelenberg, Gunderath, Höchstberg, Horperath, Kaperich, Kelberg, Kirsbach, Kolverath, Kötterichen, Lirstal, Mannebach, Mosbruch, Nitz, Oberelz, Reimerath, Retterath, Sassen, Uersfeld, Ueß und Welcherath kamen zum Landkreis Daun.
- Alle übrigen Gemeinden bildeten zusammen mit dem größten Teil des aufgelösten Landkreises Koblenz den neuen Landkreis Mayen-Koblenz.

## Einwohnerentwicklung
| Einwohner         | 1816   | 1871   | 1885   | 1900   | 1910   | 1925   | 1939   | 1950    | 1960    | 1969    |
| ----------------- | ------ | ------ | ------ | ------ | ------ | ------ | ------ | ------- | ------- | ------- |
| [ 3 ] [ 4 ] [ 5 ] | 29.594 | 53.288 | 60.687 | 70.884 | 80.765 | 82.680 | 99.121 | 108.459 | 118.900 | 124.900 |

## Politik

### Landräte
- 1816–184200Franz Peter Hartung
- 1842–185200Ludwig Delius
- 18520000000Clemens Lenné (auftragsweise)
- 1852–185700Eduard von Keller
- 1857–185800Berthold von Nasse (auftragsweise)
- 18580000000Joseph von Brewer
- 1858–185900Heinrich Graeber (auftragsweise)
- 1859–188600Ludwig Delius
- 1886–190000Wilhelm Linz
- 1900–190900Otto Kesselkaul
- 1909–191800Peter Peters
- 1918–191900Walter The Losen (kommissarisch)
- 1919–192700Karl Wegeler
- 1927–193200Hanns Röttgen
- 1932–193300Franz Röhm
- 19330000000Karl Müller (kommissarisch)
- 1933–194500Edgar Heiliger[6]
- 1945–194800Hermann Josef Doetsch
- 1948–195100Josef Jansen
- 1951–196300Josef Kohns
- 1964–197000Constantin Boden[7]

### Wappen
| Wappen des Landkreises Mayen | Blasonierung: „In Silber ein silberner Mühlstein mit schwarzer Mahlbahn in perspektivischer Ansicht, durch das Steinauge wachsend ein bewurzelter fünfblättriger grüner Maienbaum.“ |
| Wappen des Landkreises Mayen | |

## Städte und Gemeinden
Zum Zeitpunkt seiner Auflösung am 7. November 1970 umfasste der Landkreis Mayen die folgenden Städte und Gemeinden: 
| - Acht - Alzheim - Andernach, Stadt - Anschau - Arbach - Arft - Baar - Bell - Bereborn - Berenbach - Bermel - Bodenbach - Bongard - Boos - Borler - Brenk - Brück - Burgbrohl - Ditscheid - Dreckenach - Drees - Eich - Einig - Engeln - Ettringen - Galenberg - Gappenach - Gelenberg | - Gering - Gierschnach - Glees - Gunderath - Hausen b. Mayen - Hausten - Herresbach - Hirten - Höchstberg - Hohenleimbach - Horperath - Kalt - Kaperich - Kehrig - Kelberg - Keldung - Kell - Kempenich - Kerben - Kirchwald - Kirsbach - Kollig - Kolverath - Kottenheim - Kötterichen - Kretz - Kruft - Kürrenberg | - Küttig - Langenfeld - Langscheid - Lasserg - Lind - Lirstal - Lonnig - Luxem - Mannebach - Mayen, Stadt - Mendig, Stadt - Mertloch - Metternich - Miesenheim - Monreal - Mörz - Mosbruch - Moselsürsch - Münk - Münstermaifeld - Nachtsheim - Naunheim - Nickenich - Niederlützingen - Nitz - Nitztal - Oberelz - Ochtendung | - Pillig - Plaidt - Polch - Reimerath - Retterath - Reudelsterz - Rieden - Rüber - Saffig - Sankt Johann - Sassen - Spessart - Thür - Trimbs - Uersfeld - Ueß - Virneburg - Volkesfeld - Wassenach - Wehr - Weibern - Weiler - Welcherath - Welling - Welschenbach - Wierschem |

Vor dem 7. November 1970 waren die folgenden Gemeinden eingemeindet worden oder aus dem Landkreis ausgeschieden:
- Allenz und Berresheim, am 7. Juni 1969 zur Gemeinde Alzheim zusammengeschlossen
- Gondorf, am 7. Juni 1969 zum Landkreis Koblenz
- Hatzenport, am 7. Juni 1969 zum Landkreis Koblenz
- Hünerbach, am 1. Januar 1970 nach Kelberg eingemeindet
- Kattenes, am 7. Juni 1969 zum Landkreis Koblenz
- Kirchesch und Waldesch, am 7. Juni 1969 zur Gemeinde Kirchwald zusammengeschlossen
- Köttelbach, am 1. Januar 1970 nach Kelberg eingemeindet
- Lehmen, am 7. Juni 1969 zum Landkreis Koblenz
- Löf, am 7. Juni 1969 zum Landkreis Koblenz
- Namedy, am 7. Juni 1969 nach Andernach eingemeindet
- Niedermendig und Obermendig, am 7. Juni 1969 zur Stadt Mendig zusammengeschlossen
- Niederoberweiler, am 7. Juni 1969 nach Burgbrohl eingemeindet
- Oberlützingen, am 7. Juni 1969 nach Burgbrohl eingemeindet
- Rothenbach, am 1. Januar 1970 nach Kelberg eingemeindet
- Zermüllen, am 1. Januar 1970 nach Kelberg eingemeindet

## Kfz-Kennzeichen
Am 1. Juli 1956 wurde dem Landkreis bei der Einführung der bis heute gültigen Kfz-Kennzeichen das Unterscheidungszeichen MY zugewiesen. Es wurde bis zum 11. Juni 1973 im Teilkreis Mayen des Landkreises Mayen-Koblenz ausgegeben. Seit dem 6. Mai 2013 ist es nun im gesamten Landkreis Mayen-Koblenz wieder erhältlich.